# Véronique Boiry
Pour les articles homonymes, voir Boiry.
Véronique Boiry ou simplement Boiry, noms de plume de Véronique Cau, née à Toulon en 1948, est une illustratrice française.

## Biographie
De son vrai nom Véronique Cau, elle est née en 1948, à Toulon. Après des études d'art à l'Atelier Met de Pennighen et à l'École nationale supérieure des arts appliqués et des métiers d'art (Oliver de Serres), elle travaille deux ans comme maquettiste pour Lisette (Bayard), puis devient illustratrice pour la presse et l'édition jeunesse. Elle travaille notamment pour Pomme d'Api et J'aime lire et réalise des couvertures pour la collection jeunesse du Livre de poche (Hachette). Elle a longtemps vécu à Cherbourg.  
En 2002, elle  dessine l'album Croco, Crocordre, et Crocfouillis (Grasset), une histoire de sa vie à Cherbourg.
Parmi ses publications, figurent J'aime lire (janvier 2008, Bayard presse), La Tour de Pas-Belle de Jo Hoestlandt, et la suite de Bill et le dragon, une histoire de Carole Tremblay aux Éditions Imagine (Québec).
Véronique Boiry utilise diverses techniques : aquarelle, acrylique, pastel, et travaille pour plusieurs éditeurs : Bayard, Motus, Milan, Grasset, Hachette Livre, Casterman, Nathan, Gautier-Languereau, etc.

## Publications
- Un petit gars du nom de Quinquempois, texte de Anne Beauchamps, ill. Véronique Cau, G. P., Bibliothèque Rouge et Or, Série Souveraine , no 332, 1975
- Donne-moi ça, sinon... , texte de Thierry Lenain, ill. Véronique Boiry, Rouge et or, 1991
- Je ne veux pas aller au tableau !, texte de Danielle Fossette, ill. Véronique Boiry, Rouge et or, 1994 ; rééd. Nathan, 1996
- Chat botté, Chaperon rouge et compagnie, texte de Jacqueline et Claude Held, Lo Païs, 2002.

## Prix
- 1995 : Prix Sorcières[3],[4] décerné par l'Association des Librairies Spécialisées jeunesse, dans la catégorie premières lectures pour Je ne veux pas aller au tableau !, texte de Danielle Fossette, qu'elle a illustré.